# Epaulettenhaie
Die Epaulettenhaie (Hemiscyllium (Gr.: Skylla + „hemi“ = halb)) sind eine Haigattung aus der Familie der Bambushaie (Hemiscylliidae). Sie beinhaltet derzeit neun beschriebene Arten, die ausschließlich an den Küsten Indonesiens, Neuguineas, Nordaustraliens und möglicherweise auch bei den Salomon-Inseln vorkommen. Ihre deutschen Namen erhielten sie wegen der charakteristischen, an Epauletten erinnernden, dunklen Schulterflecke der Typusart (Hemiscyllium ocellatum) und einiger weiterer Arten, die auch zu einer sattelförmigen Struktur verschmolzen sein können.

## Merkmale
Hemiscyllium-Arten haben einen sehr langgestreckten, schlanken Körper und erreichen eine Länge von 46 cm bis 1,10 Meter. Der Abschnitt vom Anus bis zum Beginn der weit hinten, kurz vor der Schwanzflosse sitzenden Afterflosse macht dabei mehr als 38 % der Länge aus, die Kopflänge vor den Kiemenöffnungen weniger als 13,3 %. Die Schnauze ist kurz, das Maß von den Augen bis zur Schnauzenspitze beträgt weniger als 3 % der Gesamtlänge. Augen und Supraorbitalleisten sind gut entwickelt. Die Nasenöffnungen befinden sich an der Schnauzenspitze. Die Nasal-Barteln sind kurz. Das Maul liegt etwas näher zur Schnauzenspitze als zu den Augen. Die unteren Labialfalten sind nicht miteinander verbunden. Brust- und Bauchflossen sind dick und mit kräftigen Muskeln versehen. Das Propterygium, ein Element des Brustflossenskeletts, ist mit dem Mesopterygium zusammengewachsen. Hemiscyllium-Arten haben in der Regel mehr als 180, teilweise bis zu 195 Wirbel.

## Arten
Die verschiedenen Hemiscyllium-Arten lassen sich nicht anhand morphometrischer Daten, wie Anzahl der Wirbel oder Flossenform unterscheiden, sondern nur durch ihre Färbung. Die Färbung der Tiere kann sich allerdings im Laufe des Wachstums drastisch ändern. Von H. strahani und H. trispeculare sind nur adulte bzw. subadulte Tiere bekannt.
- Freycinets Epaulettenhai (Hemiscyllium freycineti  (Quoy & Gaimard, 1824))
- Hemiscyllium galei  Allen & Erdmann, 2008
- Hemiscyllium halmahera  Allen & Erdmann, 2013
- Papua-Epaulettenhai (Hemiscyllium halstromi  Whitley, 1967)
- Hemiscyllium henryi  Allen & Erdmann, 2008
- Hemiscyllium michaeli Allen & Dudgeon, 2010
- Hemiscyllium ocellatum  (Bonnaterre, 1788)
- Hauben-Epaulettenhai (Hemiscyllium strahani  Whitley, 1967)
- Gefleckter Epaulettenhai (Hemiscyllium trispeculare  Richardson, 1843)

## Evolution
Im Januar 2020 belegten Wissenschaftler, dass Epaulettenhaie („laufende Haie“) evolutionär die neueste Haigattung sind.